# Феодор (Лебедев)
Епископ Феодор (в миру Фёдор Михайлович Лебедев; 1 [13] апреля 1872, Рязанская губерния — январь 1920, Екатеринодар) — епископ Православной российской церкви, епископ Старобельский, викарий Харьковской епархии.

## Биография
Родился 1 апреля 1872 года в Рязанской губернии в семье священника.
В 1888 году окончил Рязанское духовное училище по 1-му разряду. В 1894 году окончил Рязанскую духовную семинарию по 1-му разряду и определён учителем пения в Скопинское духовное училище.
С 1896 года — надзиратель Сапожковского духовного училища.
В 1904 году окончил Казанскую духовную академию со степенью кандидата богословия и правом преподавания в семинарии. Пострижен в монашество, рукоположён во иеромонаха и назначен помощником смотрителя Краснослободского духовного училища. С 1906 года — смотритель того же училища.
С 1908 года — ректор Астраханской духовной семинарии в сане архимандрита.
8 мая 1911 года в Свято-Троицком соборе Александро-Невской лавры в Санкт-Петербурге хиротонисан во епископа Сумского, второго викария Харьковской епархии.
В 1912 году награждён орденом Святого Владимира III степени.
С 14 мая 1916 года — епископ Старобельский, первый викарий Харьковской епархии.
Член Поместного собора Православной российской церкви по должности, участвовал до 24 августа 1917 года и в апреле 1918 года.
С 16 октября 1917 года — епископ Прилукский, первый викарий Полтавской епархии.
Назначен временным управляющим Пензенской епархией вместо смещённого епископа Владимира (Путяты).
В феврале 1918 года прибыл в Пензу для борьбы с т. н. «народной» церковью, которую организовал в Пензе лишённый сана Владимир Путята. Последний к тому времени заручился в Пензе поддержкой немалого числа сторонников. 18 февраля (3 марта) 1918 года «владимировцы» организовали «народное собрание», избравшее епархиальным архиереем Владимира Путяту. Прямо с собрания он с «группой поддержки» направился в собор, где епископ Феодор совершал вечернюю службу. После её окончания Путятой была разыграна сцена, призванная показать, кого на деле хотят себе во владыки верующие. Когда он попытался прийти в собор, то сторожившие тут владимировцы схватили его под руки, посадили в приготовленную заранее для этого тачку и с гиканьем выкатили из собора по длинной паперти на площадь.
В сентябре 1919 года являлся викарным епископом Старобельским у архиепископа Георгия, бывшего Минского; князь Николай Жевахов видел его в Харькове.
При наступлении красных эвакуировался в декабре 1919 года с архиереями Харьковским и Ахтырским, Сумским и Волчанским вместе с белой Добровольческой армией в Екатеринодар. Согласно Николаю Жевахову, 1 января 1920 года находился в Екатеринодаре, но поскольку был болен, не уехал с другими архиереями и священнослужителями в Новороссийск.

## Кончина
Заразился тифом во время эвакуации (епископ Волчанский Алексий (Воронов) также заразился и умер от тифа).
Согласно воспоминаниям протопресвитера Георгия Шавельского, скончался в самом конце 1919 года в Екатеринодаре, где находился в то время митрополит Георгий (Ярошевский) и его викарии епископ Сумской Митрофан (Абрамов) и епископ Волчанский Алексий (Воронов).
Согласно воспоминаниям бывшего товарища обер-прокурора Синода князя Николая Жевахова, скончался в январе 1920 года в Екатеринодаре от сыпного тифа.